# Перегрузочная
Перегрузочная — посёлок в Верхнесалдинском городском округе Свердловской области. Управляется территориальной администрацией посёлка Басьяновский.

## География
Населённый пункт расположен в 30 километрах на северо-восток от административного центра округа — города Верхняя Салда.

### Часовой пояс
Перегрузочная, как и вся Свердловская область, находится в часовой зоне МСК+2. Смещение применяемого времени относительно UTC составляет +5:00.

## Население
| 2002 | 2010 | 2021 |
| ---- | ---- | ---- |
| 54   | ↘50  | ↘3   |

## Инфраструктура
Посёлок разделён на четыре улицы (Гвардейская, Жданова, М.Горького, Свердлова).